# 1816 au Nouveau-Brunswick
Chronologie du Nouveau-Brunswick
- 1812
- 1813
- 1814
- 1815
- 1816
- 1817
- 1818
- 1819
- 1820

Cette page concerne des événements d'actualité qui se sont produits durant l'année 1816 dans la colonie du Nouveau-Brunswick.

## Événements
- À la suite du traité de Gand, établissement d'une commission pour départager les îles entre le Nouveau-Brunswick et les États-Unis dans la baie de Passamaquoddy.
- Fondation de Pokesudie par les acadiens
- L'homme d'affaires John Robinson succède à William Campbell au poste du maire de Saint-Jean.

## Naissances
- 4 août : John McMillan, député.

## Décès
- 17 juillet : Peter Clinch, militaire et homme politique.